# フアン・デル・カスティーリョ
フアン・デル・カスティーリョ（Juan del Castillo、 1593年頃 - 1657年）はスペインのバロック期の画家である。画家でスペインの画家の伝記作家であるアントニオ・パロミーノによれば、スペイン黄金時代絵画の代表的画家、バルトロメ・エステバン・ムリーリョの師匠であったとされている。

## 略歴
セビリアで生まれた。兄に画家のアグスティン・デル・カスティーリョ(Agustín del Castillo: 1565-1626)がいて、アグスティンの子、アントニオ・デル・カスティーリョ(Antonio del Castillo y Saavedra: 1616-1668)も有名な画家になった。兄と同じようにルイス・フェルナンデス(Luis Fernández: 1594–1654)に絵を学び、セビリアやその周囲の町の教会の壁画や宗教画を描いた。
1615年にアントニオ・ペレス(Antonio Pérez)という画家の娘と結婚し、ペレスはバルトロメ・エステバン・ムリーリョの義理の叔父とされる。
別のスペインにおける重要な画家、アロンソ・カーノとの関係も密接で、カーノの才能を見出し、セビリアで学ぶことを勧め、1644年、カーノの妻が殺害され、カーノに嫌疑がかかった時、カスティーリョは保釈金を払ったとされる。
その他の弟子には、甥のアントニオ・デル・カスティーリョやペドロ・デ・モヤ、フアン・デ・バルデス・レアルらもいる。
絵画のスタイルは美しい色彩を特徴とする、ヴェネツィア派のスタイルを受け継いでいた。

## 作品

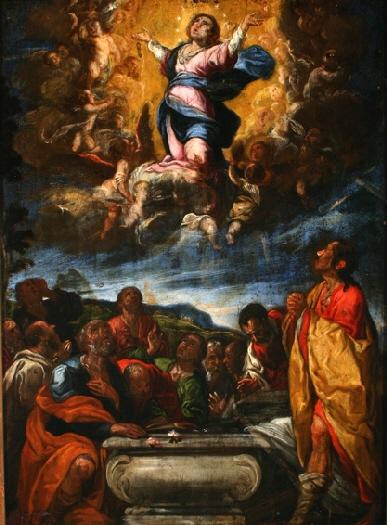
「聖母被昇天」
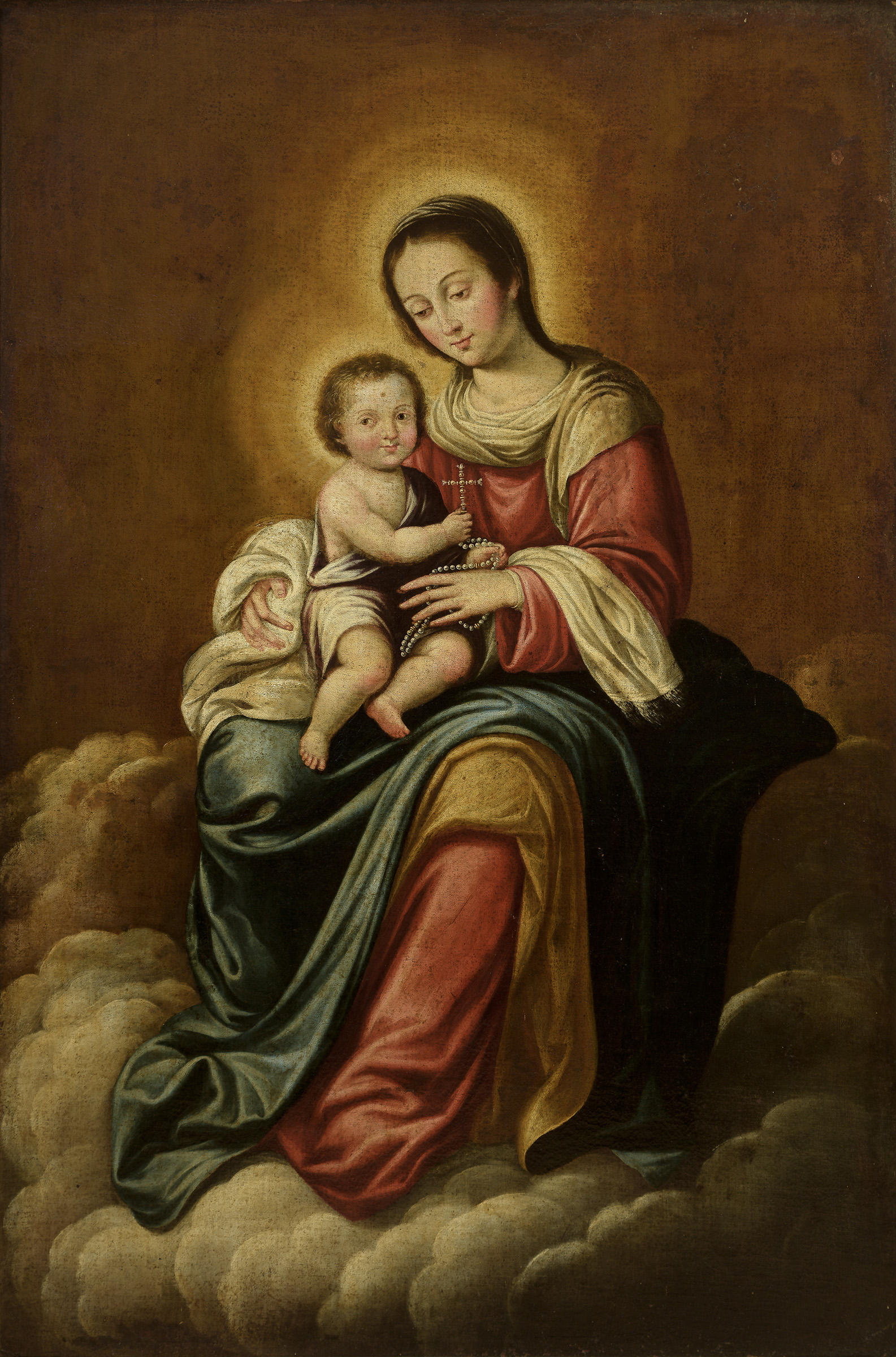
ロザリオの聖母
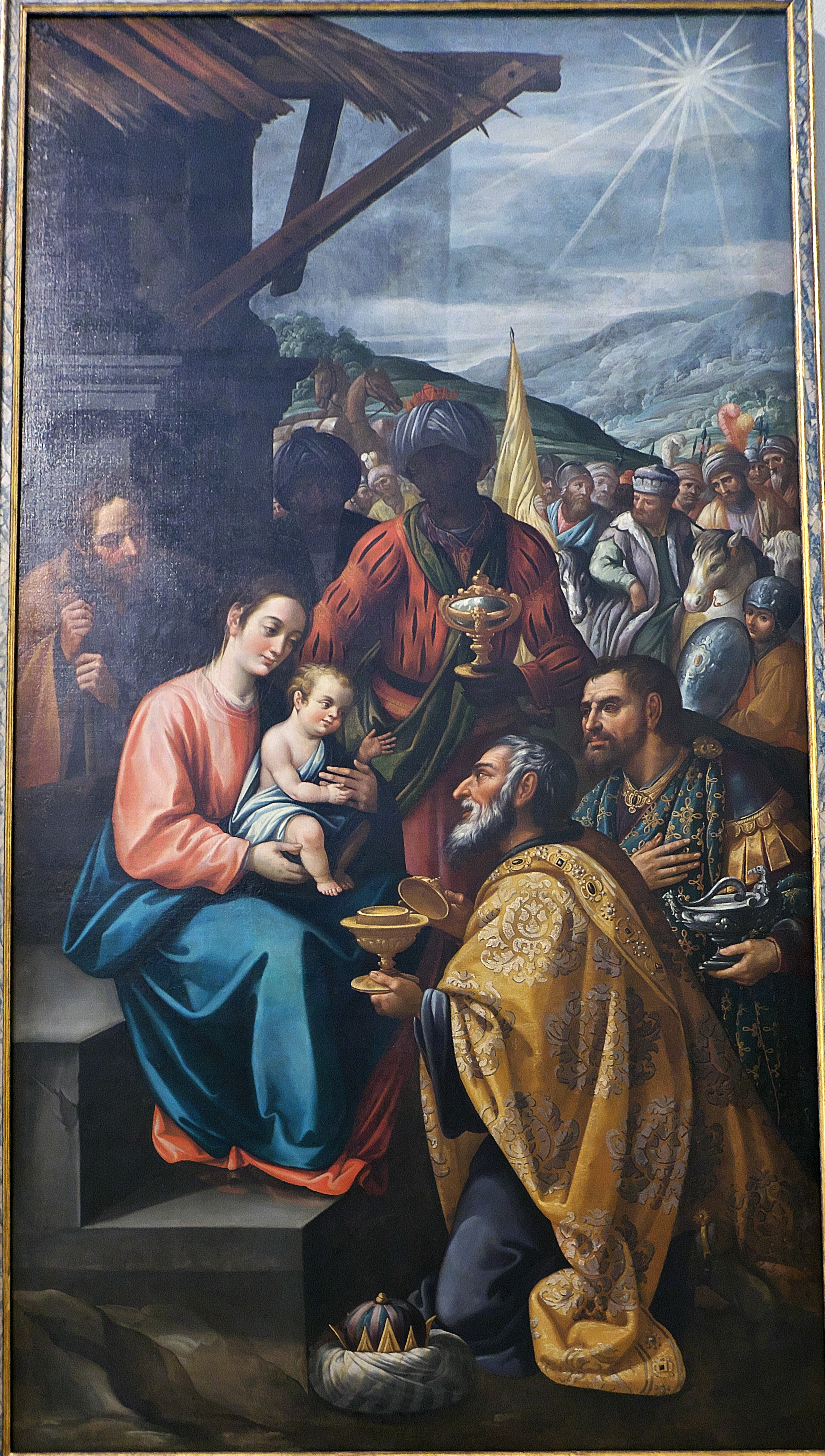
東方三博士の礼拝
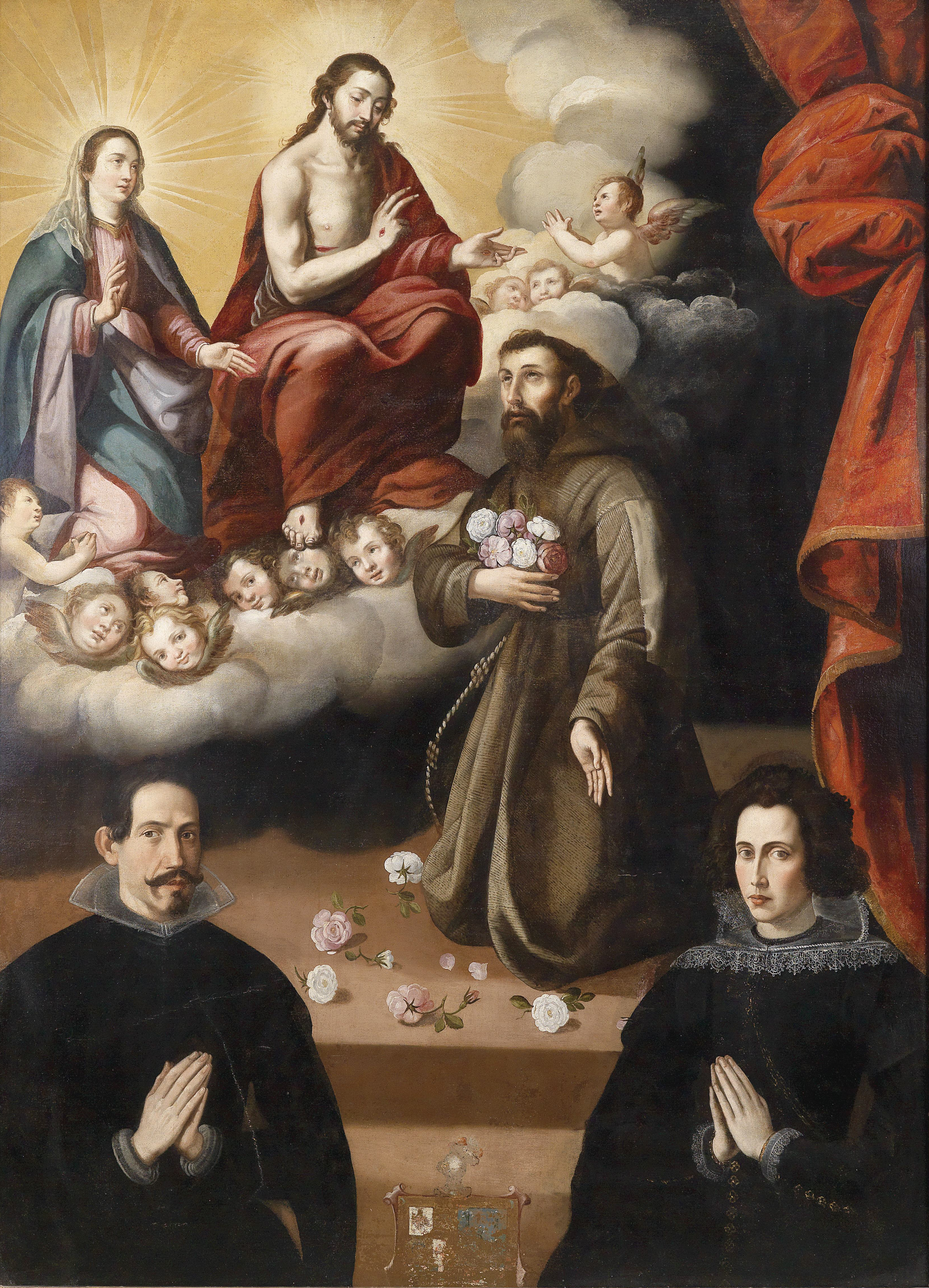
注文者の2人の肖像画と聖母子、アッシジのフランチェスコ、(工房の作品)